# Quiliano
Quiliano je italská obec v provincii Savona v oblasti Ligurie.
K 31. prosinci 2010 zde žilo 7 453 obyvatel.

## Sousední obce
Altare, Mallare, Orco Feglino, Savona, Vado Ligure, Vezzi Portio